# Самлин, Хьюберт
Хью́берт Чарльз Са́млин (англ. Hubert Charles Sumlin; 16 ноября 1931, Гринвуд — 4 декабря 2011, Уэйн) — американский гитарист и певец, работавший в жанре чикагского блюза. Славился своими «дёргаными, растрескивающимися взрывами нот, неожиданными напряжёнными моментами тишины и дерзкими ритмическими зависаниями» в бытность участником группы Хаулин Вулфа.
В 2003 году журнал «Роллинг стоун» поместил Самлина на 65 место своего «Списка ста величайших гитаристов всех времен» , а в 2011 году (в новой версии списка) — на 43-е.

## Дискография
- См. «Hubert Sumlin § Discography» в английском разделе.